# Lista orașelor din Sierra Leone
Această pagină este o listă de orașe din Sierra Leone. 
1. Alikalia
2. Baiima
3. Baoma
4. Barma
5. Bindi
6. Blama
7. Bo
8. Boajibu
9. Bomi
10. Bonthe
11. Buedu
12. Bumbuna
13. Bumpeh
14. Bunumbu
15. Daru
16. Foindu
17. Freetown
18. Gandorhun
19. Gberia Fotombu
20. Gbeworbu
21. Giehun
22. Goderich
23. Gorahun
24. Hangha
25. Hastings
26. Jaiama-Nimokoro
27. Jaiama-Sewafe
28. Jojoima
29. Kabala
30. Kailahun
31. Kamakwie
32. Kambia
33. Kasiri
34. Kayimi
35. Kenema
36. Koidu
37. Koindu
38. Konakridie
39. Koribondo
40. Kpetewoma
41. Kukuna
42. Largo
43. Lowoma
44. Lungi
45. Lunsar
46. Magburaka
47. Makali
48. Makeni
49. Mambolo
50. Mamboma
51. Mange
52. Manowa
53. Masabendu
54. Masiaka
55. Masingbi
56. Masoyila
57. Mattru
58. Mile Ninetyone
59. Mobai
60. Mogbemo
61. Moriba
62. Motema
63. Moyamba
64. Ndoyogbo
65. Nemeseidu
66. Ngiehun
67. Nyandehun-Mendegelema
68. Pandebu-Tokpombu
69. Panguma
70. Pendembu
71. Pepel
72. Peyima
73. Port Loko
74. Potoru
75. Pujehun
76. Rokupr
77. Rotifunk
78. Sawkta
79. Segbwema
80. Seidu
81. Serabu
82. Simbakoro
83. Sumbuya
84. Tefeya
85. Tintanfore
86. Tombo
87. Tomboru
88. Tombo Walla
89. Tongola
90. Waterloo
91. Wuima
92. Yamandu
93. Yele
94. Yeliboya
95. Yengema
96. Yonibana